# کوسوب
کوسوب (به لاتین: Kosob) یک منطقهٔ مسکونی در روسیه است که در داغستان واقع شده‌است.